# Ephies sulcipennis
Ephies sulcipennis är en skalbaggsart som beskrevs av Bates 1891. Ephies sulcipennis ingår i släktet Ephies och familjen långhorningar. Inga underarter finns listade i Catalogue of Life.